# Patryk Fajdek

Patryk Fajdek odbiera z rąk wojewody mazowieckiego Mariusza Frankowskiego nominację na stanowisko wicewojewody mazowieckiego

Patryk Fajdek (ur. 6 kwietnia 1995 w Radomiu) – polski polityk, działacz społeczny. Od 2024 drugi wicewojewoda mazowiecki.

## Życiorys

### Młodość i wykształcenie
Absolwent Wydziału Prawa i Administracji Uniwersytetu Technologiczno-Humanistycznego w Radomiu. Założyciel Studenckiego Koła Naukowego Prawa Konstytucyjnego „Pro bono”, w którym pełnił funkcję sekretarza. Był organizatorem ogólnopolskich konferencji naukowych oraz sesji środowiskowej z zakresu prawa konstytucyjnego oraz samorządowego. Posiada uprawnienia Inspektora Ochrony Danych Osobowych. Jest absolwentem 29. Szkoły Liderów Politycznych oraz VII Akademii Demokracji Socjalnej.

### Działalność społeczna i polityczna
W 2014 w wyborach samorządowych z listy KW Stowarzyszenia Wolny Radom startował na radnego w Radomiu. W 2015 zaangażował się budowę struktur oraz kampanię wyborczą Nowoczesnej w Radomiu. W latach 2016–2018 pełnił funkcję członka zarządu partii w tym mieście. W 2018 rozpoczął współpracę z Robertem Biedroniem. W chwili powstania partii Wiosna został koordynatorem okręgowym w regionie radomskim. Po zjednoczeniu Wiosny i Sojuszu Lewicy Demokratycznej w Nową Lewicę został wybrany na wiceprzewodniczącego tej partii w województwie mazowieckim oraz wiceprzewodniczącym struktur w Radomiu.
Bezskutecznie ubiegał się o mandat w wyborach do Parlamentu Europejskiego w 2019 z listy Wiosny, oraz do Sejmu w wyborach parlamentarnych w tym samym roku, otwierając listę SLD (jako przedstawiciel Wiosny). W latach 2019–2022 współpracował z wicemarszałek Senatu Gabrielą Morawską-Stanecką w Kancelarii Senatu. W wyborach parlamentarnych w 2023 bez powodzenia kandydował do Sejmu z drugiego miejsca na liście Nowej Lewicy.
W 2016 stanął na czele protestu mieszkańców radomskiego osiedla XV-lecia przeciwko budowie nowego bloku mieszkalnego na jedynym zielonym obszarze na osiedlu, odstąpiono od inwestycji i zrealizowano przebudowę ciągów komunikacyjnych, utworzono nowe miejsca parkingowe, wypoczynkowy obszar zielony z siłownią na powietrzu oraz placem zabaw. W późniejszym okresie skutecznie zaangażowany w likwidacje wyspy ciepła przy ul. Kusocińskiego, utworzenie pierwszego w Radomiu zielonego skweru edukacyjnego na radomskim Ustroniu, w inicjatywę utworzenia nowego przejścia dla pieszych przy ul. Kusocińskiego oraz remontu chodnika przy ul. Miłej w Radomiu. Zaangażowany także w inne inicjatywy lokalne (m.in. inicjując projekt programu in vitro). W 2017 założył stowarzyszenie Łączy nas Radom, które w 2022 uruchomiło aplikację „Mapa zielonych potrzeb Radomia”, umożliwiając każdemu radomianinowi wpisanie na wirtualną mapę miasta swojego pomysłu na inwestycję z obszaru ochrony środowiska i ekologii.
15 stycznia 2024 został powołany przez premiera Donalda Tuska na stanowisko drugiego wicewojewody mazowieckiego nadzorującego Wydziały Rodziny i Polityki Społecznej, Zdrowia, do spraw Osób Niepełnosprawnych oraz Państwowego Ratownictwa Medycznego. W tym samym roku z listy Lewicy bez powodzenia kandydował do sejmiku mazowieckiego i do Europarlamentu.